# Rudegöl
Rudegöl är en sjö i Ronneby kommun i Blekinge och ingår i Ronnebyåns huvudavrinningsområde.